# Sif Ruud
Sif Einarsdotter Ruud Fallde (6. maj 1916 i Stockholm i Sverige – 15. august 2011 i Stockholm i Sverige) var en svensk skuespiller, med professors namn fra 2000.
Ruud var datter af aktuar Einar Ruud og Inez Engström. Faderen døde i 1915, inden Sif fødtes. Sammen med en storesøster voksede Sif op på Kungsholmen i Stockholm. Da hun var seks år gammel giftede moderen sig igen. Familien flyttade til Skogstorp udenfor Eskilstuna. Stedfaderen var ingeniør, men da han gennem forskellige tabsgivende forretninger gjorde det af med konens penge, måtte familien leve under knappe forhold. Efter fire år flyttede Sif Ruud og hendes mor tilbage til Stockholm.
Sif Ruud blev gift med manuskriptforfatteren Sune Bergström og fødte sit første barn i 1944. De blev skilt og hun giftede sig i 1954 med Per-Olof Fallde (1924–2007). Hun fik to børn.
Sif Ruud har optrådt både på teaterscener rundt om i Sverige samt i mere end 140 spillefilm og tv-serier. I 1958 tildeltes Ruud Svenska Teaterförbundets guldmedalje. I 1964 tildeltes hun O'Neill-stipendiet. I 1979 vandt hun en Guldbagge for sin rolle i En vandring i solen og 1995 for rollerne i Pensionat Oskar og Stora och små män. I 2000 tildeltes hun professors namn for "sine karakterroller fyldte af medfølelse og kraft".

## Filmografi
| - 1938 – Kloka gubben - 1941 – Första divisionen - 1942 – General von Döbeln - 1944 – På farliga vägar - 1945 – Brott och Straff - 1946 – Johansson och Vestman - 1946 – Det regnar på vår kärlek - 1946 – Sommar och syndare - 1947 – Dynamit - 1947 – Konsten att älska - 1947 – Den långa vägen - 1948 – På dessa skuldror - 1948 – Hamnstad - 1948 – Lars Hård - 1949 – Pappa Bom - 1949 – Gatan - 1949 – Smeder på luffen - 1949 – Kärleken segrar - 1949 – Bara en mor - 1950 – Två trappor över gården - 1951 – Dårskapens hus - 1951 – Frånskild - 1952 – Säg det med blommor - 1953 – I dimma dold - 1954 – Herr Arnes penningar - 1954 – Hjälpsamma herrn - 1956 – Swing it, fröken - 1956 – Ratataa - 1956 – Flamman - 1956 – Sceningång - 1956 – Flickan i frack - 1956 – Främlingen från skyn - 1956 – Moln över Hellesta | - 1957 – Lille Fridolf blir morfar - 1957 – Smultronstället - 1958 – Ansiktet - 1958 – Fröken April - 1958 – Damen i svart - 1958 – Laila - 1959 – Mälarpirater - 1959 – Fly mej en greve - 1961 – Hällebäcks gård - 1961 – Ljuvlig är sommarnatten - 1961 – Pärlemor - 1961 – Pongo och de 101 dalmatinerna - 1962 – Vita frun - 1963 – Kurragömma - 1964 - Svenska bilder - 1964 – Åsa-Nisse i popform - 1965 – För vänskaps skull - 1966 – Hemsöborna (TV) - 1973 – Jul i Mumindalen (Julkalendern på TV), röstroll - 1974 – Dunderklumpen! - 1978 – En vandring i solen - 1979 – Madicken - 1980 – Swedenhielms (TV-pjäs) - 1980 – Barnens ö - 1980 – Trollsommar (film) - 1981 – Stjärnhuset (Julkalendern på TV) - 1981 – Missförståndet - 1981 – Liten Karin (TV-pjäs) - 1985 – Lösa förbindelser - 1992 – Den goda viljan - 1995 – Pensionat Oskar - 1996 – Att stjäla en tjuv - 1996 – Juloratoriet |